# Pensar/Clasificar
Pensar/Clasificar (en francés, Penser/Classer) es un libro póstumo del escritor francés Georges Perec (1936-1982), publicado originalmente en 1985 en la colección «Textes du XXe siècle» de la editorial francesa Hachette, y traducido al castellano por Carlos Gardini en 1986.
El libro, parecido al también póstumo Lo infraordinario (1989), corresponde a una compilación de diversos textos que el escritor publicó en periódicos y revistas entre 1976 y 1982. El último texto, que da título a la obra, fue el último escrito de su autoría que se publicó antes de su muerte, sólo unas semanas más tarde. Los distintos textos se caracterizan por la búsqueda de clasificaciones de aspectos triviales del mundo, a través de una mirada sensible y poco convencional.
El ordenamiento del libro fue realizado por Maurice Olender, con la colaboración de Éric Beaumatin, Marcel Benabou y Ewa Pawlikowska, miembros del consejo administrativo de la Association Georges Perec.

## Estructura y contenido
El libro, precedido por una «Nota preliminar» firmada por «M. O.» —iniciales del compilador del libro, Maurice Olender—, está dividido en trece capítulos o secciones, algunas de las cuales a su vez se clasifican en otras subsecciones. Los distintos títulos y subdivisiones que figuran en el índice, su contenido general, así como la procedencia de los distintos textos, se presentan a continuación:
| Capítulo | Contenido |
| --- | --- |
| I. Notas sobre lo que busco | Clasificación de su obra en cuatro campos: el sociológico (observación de lo cotidiano), el autobiográfico, el juego literario, y el novelesco (el gusto por contar historias). |
| II. De algunos empleos del verbo «vivir» | Diversas maneras de decir dónde vive, dependiendo de su interlocutor. |
| III. Notas sobre los objetos que ocupan mi mesa de trabajo | Inventario de los objetos que hay sobre la mesa de trabajo de su casa; sobre su uso, temporalidad y razones para tenerlos allí. |
| IV. Tres aposentos reencontrados I. Blévy: el pequeño aposento del primer piso II. Nivillers III. Enghien | Intento por recordar cómo eran ciertos espacios en los que estuvo hace tiempo. En Blévy vivió mientras estudiaba; en Nivillers se ubicaba una bonita casa de campo donde pasó unos días de verano a los quince años; y en una casa de Enghien se hizo en 1946 o 1947 un tratamiento para la sinusitis.                                                                                                 |
| V. Notas breves sobre el arte y el modo de ordenar libros 1. Del espacio 1.1. Generalidades 1.2. Cuartos donde se pueden guardar libros 1.3. Sitios donde se pueden poner libros 1.4. Cosas que no son libros y que se encuentran a menudo en las bibliotecas 2. Del orden 2.1. Modos de ordenar los libros 2.2. Libros muy fáciles de ordenar 2.3. Libros no muy difíciles de ordenar 2.4. Libros casi imposibles de ordenar 2.5. «Como los borgianos bibliotecarios de Babel» | Presenta con ejemplos la necesidad de enfrentar dos problemas al momento de organizar una biblioteca personal: el espacio y el orden de los libros en ella. |
| VI. Doce miradas oblicuas 1. El fabricante de ropa de confección 2. El marroquinero 3. Los «must» 4. Paréntesis en forma de anécdota 5. Citas 6. Preguntas, 1 7. Y sin embargo 8. Preguntas, 2 9. Alternativas 10. O mejor: 11. Las «Notas de cabecera» 12. O bien, por último: | Miradas críticas, irónicas y lúdicas sobre la moda, principalmente en el vestuario y los accesorios de confección. En la subsección «Alternativas» distingue entre «variación de su periodicidad», «multiplicación de sus campos», «exacerbación del laxismo», «exasperación de las preferencias», y «también podemos imaginar una moda cuyo punto de aplicación ya no fuera temporal, sino espacial». |
| VII. Los lugares de un ardid | Recuerdos de las sesiones con su psicoanalista, esencialmente siempre iguales, que tuvo durante cuatro años. |
| VIII. Me acuerdo de Malet & Isaac Títulos Apartados Bastardilla Imagen y leyenda Letras en negrita | Extractos de libros de texto de Historia de Francia y Europa, que para Perec «ilustran con eficacia (...) la enseñanza de esta historia fingida donde los acontecimientos, las ideas y los (grandes) hombres encajan en su lugar como piezas de un rompecabezas». |
| IX. 81 recetas de cocina para principiantes | Ochenta y un formas de preparas el lenguado, el conejo, la molleja o el gazapo. |
| X. Leer: bosquejo sociofisiológico I. El cuerpo Los ojos La voz, los labios Las manos Posturas II. El entorno Lapsos El cuerpo El espacio social Transportes Viajes Varios | Notas acerca de aspectos sociológicos y fisiológicos en el lector al momento de leer; cuándo y dónde leer; ¿cómo afecta el entorno a la lectura? En el apartado sobre «El cuerpo», desarrolla los aspectos de «el alimento», «el baño», «las necesidades naturales» y «el sueño». |
| XI. De cuán difícil es imaginar una ciudad ideal | Lista de lugares donde al autor a veces le gustaría vivir, pero otras veces no. |
| XII. Consideraciones sobre las gafas | Reflexiones acerca de las gafas, desde el punto de vista neutral de alguien que no tiene problemas de visión, pero que posee varias gafas para otros fines. |
| XIII. «Pensar/Clasificar» D) Sumario A) Métodos N) Preguntas S) Ejercicios de vocabulario U) El mundo como rompecabezas R) Utopías E) Veinte mil leguas de viaje submarino L) Razón y pensamiento I) Los esquimales G) La Exposición Universal T) El alfabeto C) Las clasificaciones O) Las jerarquías P) Cómo clasifico F) Borges y los chinos H) Sei Shônagon V) Las inefables alegrías de la enumeración M) El libro de los récords X) Bajeza e inferioridad Q) El diccionario B) Jean Tardieu J) Cómo pienso K) Aforismos W) «En una red de líneas que se entrelazan» Y) Varios Z) ? | Reflexiones, clasificaciones y enumeraciones que le fueron imposibles de organizar en un todo. |

### Procedencias de los textos
1. ↑  «Notes sur ce que je cherche»: Le Figaro, 8 de diciembre de 1978, p. 28. Traducido al castellano por R. Conte en El Urogallo, n.º 1, 1986.[9]
2. ↑  «De quelques emplois du verbe habiter»: Construire pour habiter, París, L'Équerre-Plan Construction, 1981, pp. 4-5.
3. ↑  «Notes concernant les objects qui sont sur ma table de travail»: Les Nouvelles littéraires, n.º 2521, 26 de febrero de 1976, p. 17.
4. ↑  Publicado con errores de imprenta en «Trois chambres retrouvées»: Les Nouvelles littéraires, n.º 2612, 24 de noviembre de 1977, p. 2002. Este texto era parte de su proyecto Lieux où j'ai dormi (Lugares en los que he dormido) mencionado en Nací: textos de la memoria y el olvido (1990).
5. ↑  «Notes brèves sur l'art et la manière de ranger ses livres»: L'Humidité, n.º 25, primavera de 1978, pp. 35-38.
6. ↑  «Douze regards obliques»: Traverses, n.º 3, 1976, pp. 44-48.
7. ↑  «Les Lieux d'une ruse»: Cause commune, n.º 1, 1977 (colección «10/18», n.º 1143), pp. 77-88.
8. ↑  «Je me souviens de Malet & Isaac»: H-Histoire, n.º 1, marzo de 1979, pp. 197-209.
9. ↑  «81 fiches-cuisine à l'usage des débutants»: Manger, Christian Besson y Catherine W. Weinzaeplfen (eds.), Lieja: Editions Yellow Now y Chalon-sur-Saone: Maison de la culture, 1980, pp. 97-109.
10. ↑  «Lire: esquisse socio-physiologique»: Esprit, n.º 453, enero de 1976, pp. 9-20.
11. ↑  «De la difficulté qu'il y a à imaginer une Cité idéale»: La Quinzaine littéraire, n.º 353, 1 de agosto de 1981, p. 38. Traducido al castellano por Eric Beaumatin en «El sueño de las ciudades», Caracola, n.º 3-4, 1989.[9]
12. ↑  «Considérations sur les lunettes»: Pierre Marly (ed.), París, Atelier Hachette/Massin, 1980, pp. 5-9.
13. ↑  «Penser/Classer»: Le Genre humain, n.º 2, 1982, pp. 111-127.